# Älteste Stadt Österreichs
Welche Stadt die älteste Stadt Österreichs ist, ist bislang noch nicht endgültig geklärt. Die Städte und deren Bewohner verwenden, oft aus lokalpatriotischen oder touristischen Gründen, verschiedene Kriterien als Grundlage.
Bei der Frage nach der ältesten mittelalterlichen Stadt Österreichs geht es dabei selten um die tatsächlich älteste Stadt, sondern darum, welche Stadt über das älteste Stadtrecht verfügt.

## Geschichte

### Römerzeit
Als älteste Stadt Österreichs wird heute die Stadt auf dem Magdalensberg gesehen, die schon vor Christus bestand. Der größte Teil des heutigen Österreichs wurde um 15 v. Chr. vom Römischen Reich besetzt. Die Römer gründeten neue und erhoben bestehende Orte zu Städten. Kaiser Claudius erhob in seiner Amtszeit zwischen 41 und 54 n. Chr. Aguntum und Iuvavum (Salzburg) zu Municipia, um das Jahr 50 folgten Brigantium (Bregenz), Teurnia und Virunum. Kaiser Vespasian verlieh Flavia Solva um 70 das Stadtrecht, Kaiser Hadrian erhob in seiner Amtszeit von 117 bis 138 Carnuntum, Cetium (St. Pölten) und Ovilava (Wels). Vindobona (Wien) und Lauriacum (Enns) wurden erst 212 Municipia. Diese Städte wurden nach der Völkerwanderung meist nicht mehr bewohnt.

### Mittelalter
Neue Städte entstanden erst wieder im Hochmittelalter ab dem 12. Jahrhundert. Kennzeichnend waren eine Befestigung und das Marktrecht, später die teilweise Selbstverwaltung und das Mitspracherecht der Bürger. Die Stadtrechte vergaben die Stadtherren. Leopold VI. erhob 1212 Enns, 1221 Wien und 1222 Eferding zu Städten. Lange Zeit galt das Wiener Stadtrecht als das älteste des heutigen Österreichs.

### Heutige Ansprüche
Heute beanspruchen mehrere Städte für sich das älteste Stadtrecht.

#### Salzburg
Kaiser Otto III. gewährte Salzburg 996 das Recht, einen täglichen Markt abzuhalten und Münzen zu prägen. Die Stadt Salzburg gibt an, dass dieses für österreichische Städte einmalige kaiserliche Privileg den Anstoß zur Entstehung einer „Bürgerstadt“ darstelle. Seit etwa 1120 werden erzbischöfliche Stadtrichter (iudex civitatis) für die Stadt Salzburg genannt. 

#### St. Pölten
Am 3. Mai 1159 verlieh Konrad II. von Babenberg einem Teil der Bürger (burgenses) St. Pöltens gerichtliche Privilegien. Die Stadt gibt an, damit das älteste Stadtrecht Österreichs zu haben und feierte 2009 dessen 850-jähriges Jubiläum.

#### Zwettl
Zwettl erhielt am 28. Dezember 1200 von Leopold VI. gewisse Rechte verbrieft. Dieses im sogenannten Leopoldinum geschriebenen Rechte waren als die gleichen, die auch Krems an der Donau hatte, aufgeführt.

#### Enns
Enns wird oftmals als älteste Stadt Österreichs angegeben. Die Stadt gibt die Stadtrechtsurkunde von 1212 als älteste erhaltene Österreichs an, was sie zur ältesten Stadt mache.